# Hundsruck (Sankt Wolfgang)
Hundsruck ist ein Gemeindeteil  von St. Wolfgang im oberbayerischen Landkreis Erding.

## Geographie
Die Einöde Hundsruck mit ihren zwei Höfen befindet sich im Gattergebirge und auf der Gemarkung Gatterberg. Der Ort liegt an Ortsverbindungsstraße von Irlwirth nach Hofgiebing, die die ED 22 mit der Gemeindeverbindungsstraße von Schwindkirchen nach Oberornau verbindet. Etwa 250  Meter südlich von Hundsruck fließt ein namenloser Quellbach des Rimbach nach Osten.

## Geschichte
Der mittelhochdeutsche  Ortsname deutet auf eine Entstehung im Hochmittelalter hin. Im Jahr 1600 bestand der Ort noch aus fünf Höfen, davon drei Wehrbauerngüter und einer unter dem Kloster Gars stehenden Leibeigenschaft.

## Bevölkerungsentwicklung
Um 1871 gab es in Hundsruck zehn Einwohner. Im Mai 1987 lebten dort acht Einwohner in zwei Wohngebäuden.
| Jahr      | 1871 | 1925 | 1950 | 1970 | 1987 |
| Einwohner | 10   | 19   | 17   | 8    | 8    |